# Битва при Бантамі
Морська битва при Бантамі відбулася 27 грудня 1601 року в затоці Бантам (нині Бантен-Бей), Індонезія, коли дослідницький флот із п’яти голландських кораблів під командуванням Вольферта Харменса зустрівся з  португальським флотом під командуванням Андре Фуртадо де Мендонса що відправився з Гоа для відновлення португальської влади в Індонезійському архіпелазі. Битва призвела до перемоги голландців і змусила португальців відступити.  Нідерланди захопили три кораблі заавдяки великому португальському форс-мажору з восьми галеонів та різноманітних менших суден.

## Залучені кораблі
- Нідерланди
  - Гелдерланд (Вольферт Харменс)
  - Зеландія (Ян Корнеліс)
  - Утрехт (Ян Мартенс)
  - Вахтер (яхта) (Герріт Гендрікс Руболь)
  - Дюфкен (яхта) ( Віллем Шоутен )
- Португалія (Андре Фуртадо де Мендонса ), всього 30 суден
  - 8 галеонів
  - Кілька фуст — 3 підпалені та захоплені голландцями